# Here Today Gone Tomorrow
"Here Today Gone Tomorrow" (Hoje estou aqui, amanhã terei ido) foi o tema selecionado para representar a Irlanda no Festival Eurovisão da Canção 1982, interpretado em inglês pela banda galesa The Duskeys. A referida canção tinha letra e música de  Sally Keating e foi orquestrado por Noel Kelehan.
Na canção, os membros masculinos e femininos castigam os seus amados por serem infiéis (no caso do primeiro verso, o género não está claro, todavia parece ter estar implícito ser feminino). O amado é chamado "Baby love me all of the time/Or I don´t really wanna know" (Querida, ama-me sempre/Ou  eu não quero nem saber.).
A canção irlandesa foi a 17.ª a ser interpretada na noite do evento, a seguir à canção holandesa "Jij en ik" e antes da canção alemã Ein bißchen Frieden, interpretada por Nicole (cantora). No final da votação, a canção irlandesa recebeu 49 votos e classificou-se em 11.º lugar.